# Auletobius suturalis
Auletobius suturalis là một loài bọ cánh cứng trong họ Rhynchitidae. Loài này được Waterhouse miêu tả khoa học năm 1842.